# Guéoir

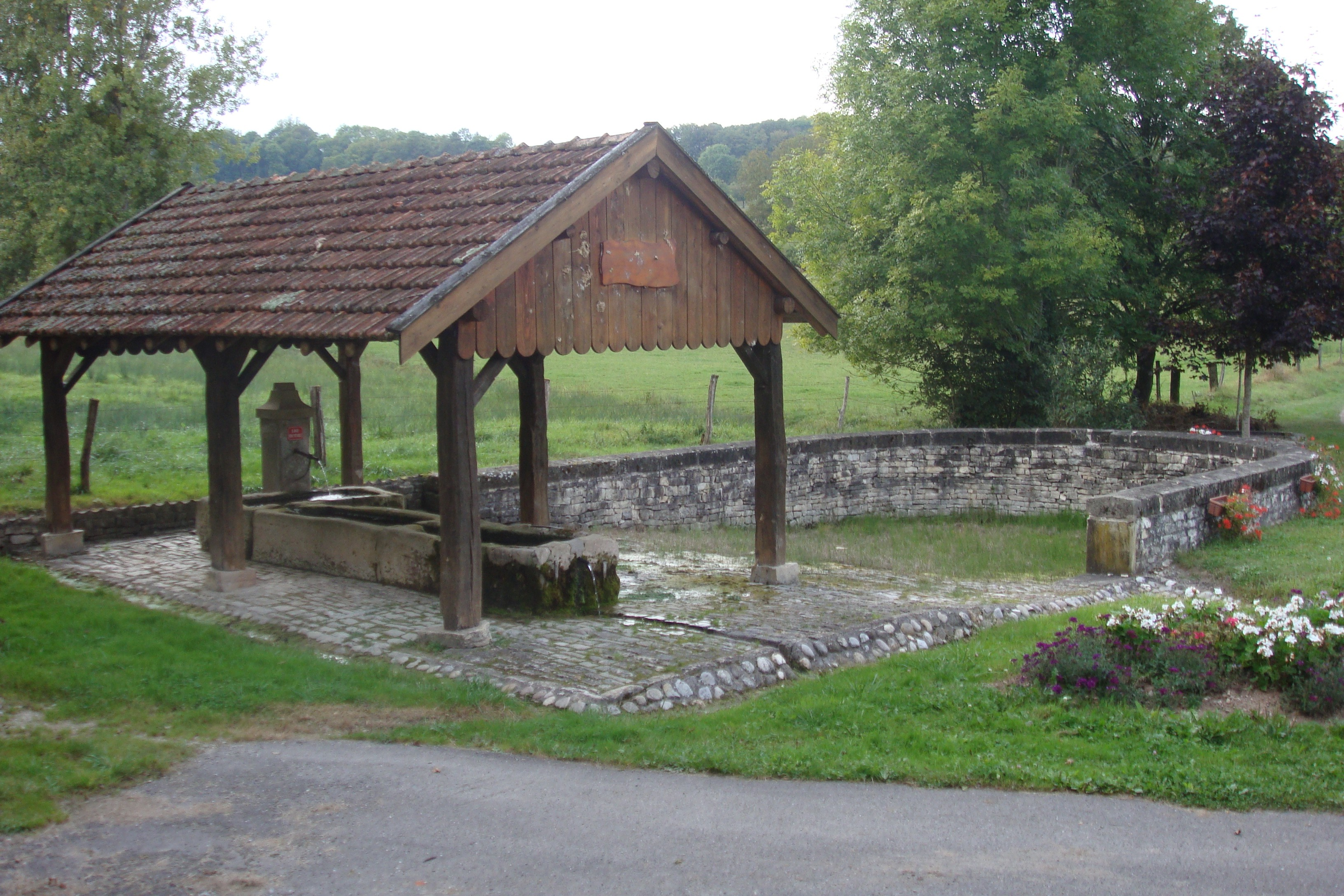
Ancien gayoir de Gugney-aux-Aulx.

Un guéoir (également appelé guévoir,  gayoir, égayoir ou encore agayoir) est une construction en pierre située à proximité d'une arrivée d'eau, disposant d'une faible retenue d'eau et destinée à l'origine au nettoyage des jambes et pieds des chevaux (détrempage, entretien, soins, etc.).
Selon le Dictionnaire de Trévoux, édition Lorraine 1738-1742, guéer un cheval, c'est « le promener dans l'eau pour le rafraîchir en quelque gué ou eau courante où il ne soit pas en danger de le perdre ». Selon le même document, guéer est synonyme d'aguayer, de quayer et d'ayer. On peut penser que « guéoir » vient du verbe guéer, endroit où l'on guée, mais ce n'est pas prouvé.

## Galerie

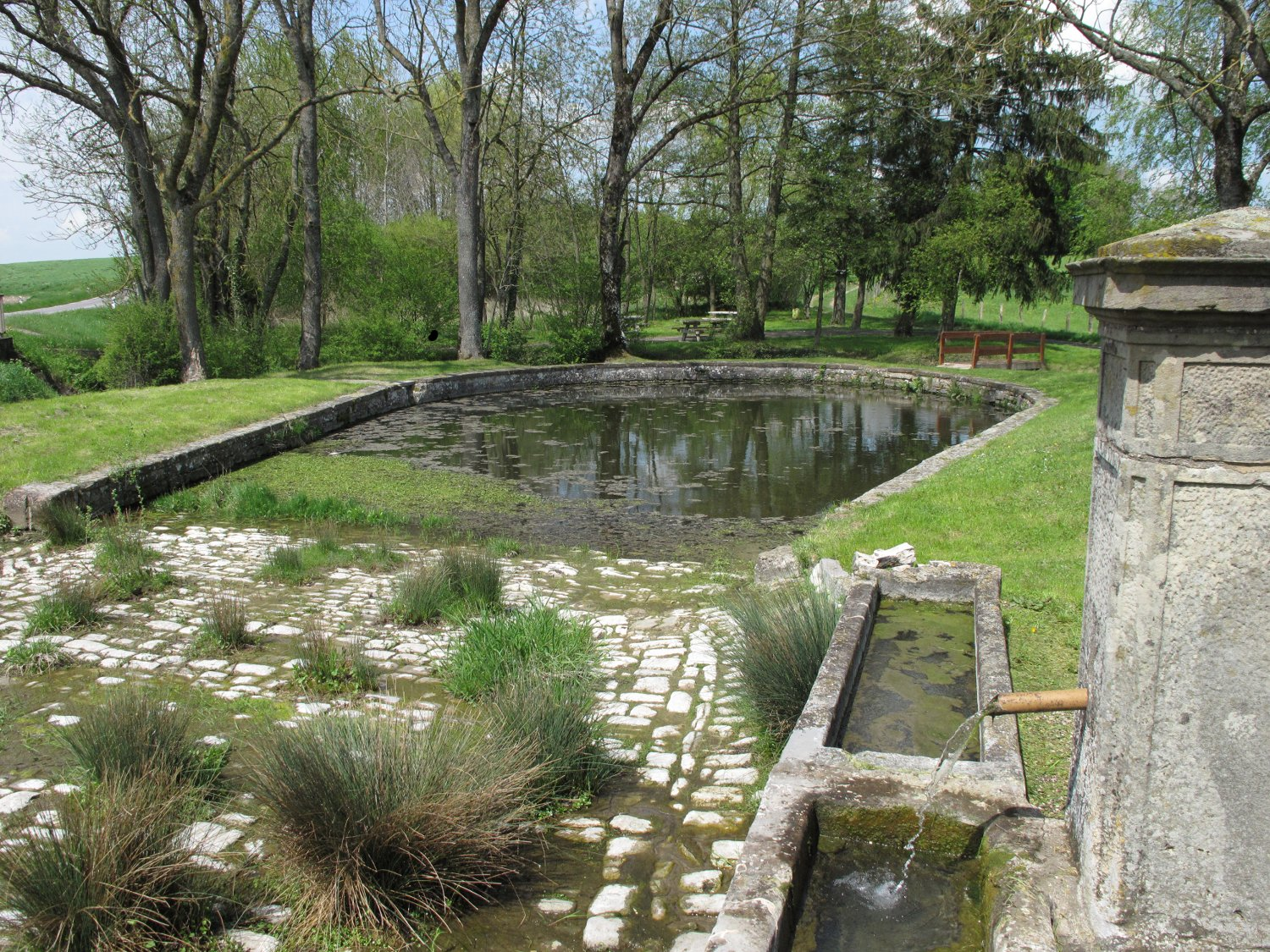
Gueoir de Bourdonnay, en Moselle (F-57810).
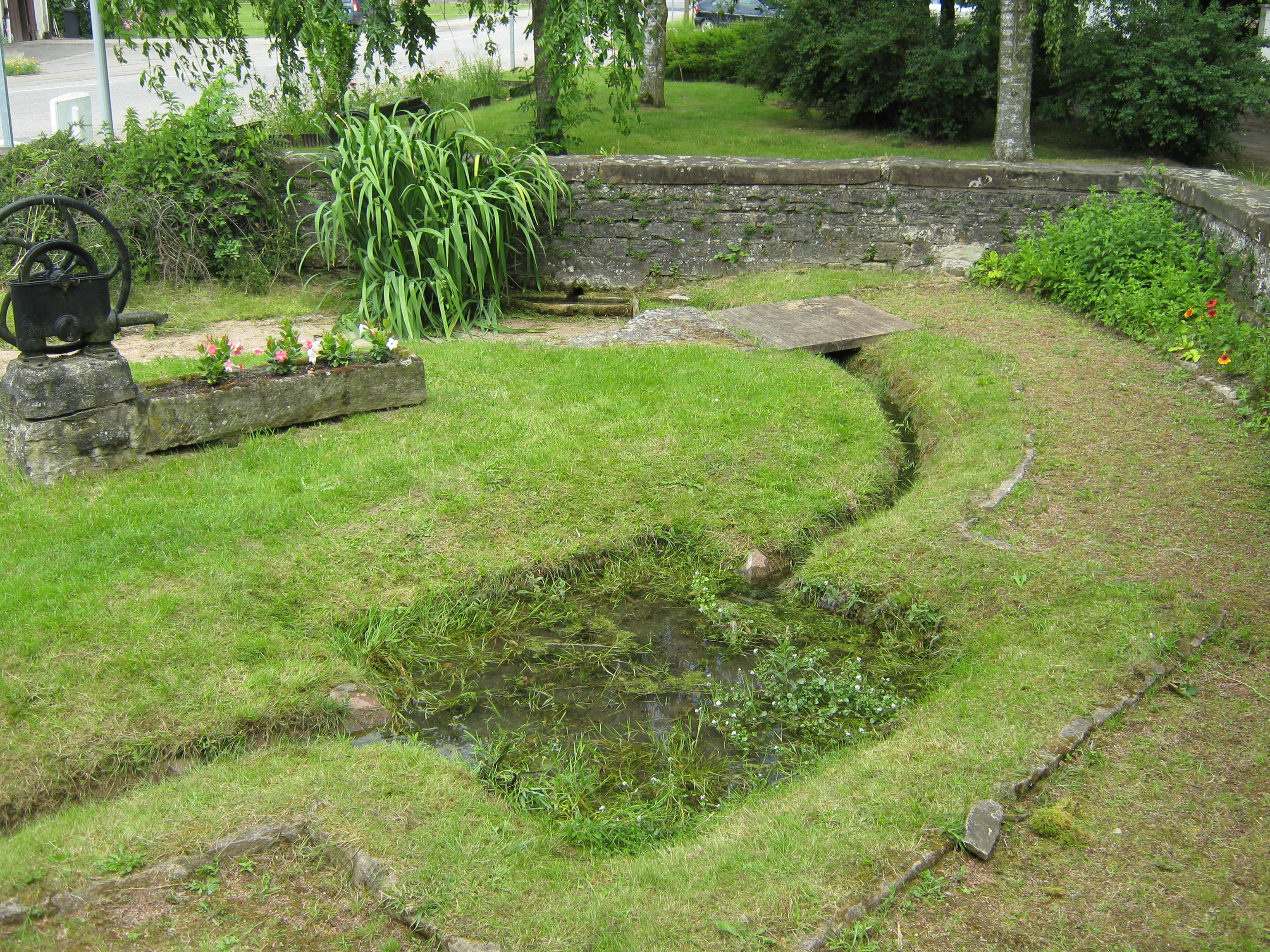
Ancien gueoir de Bisping.
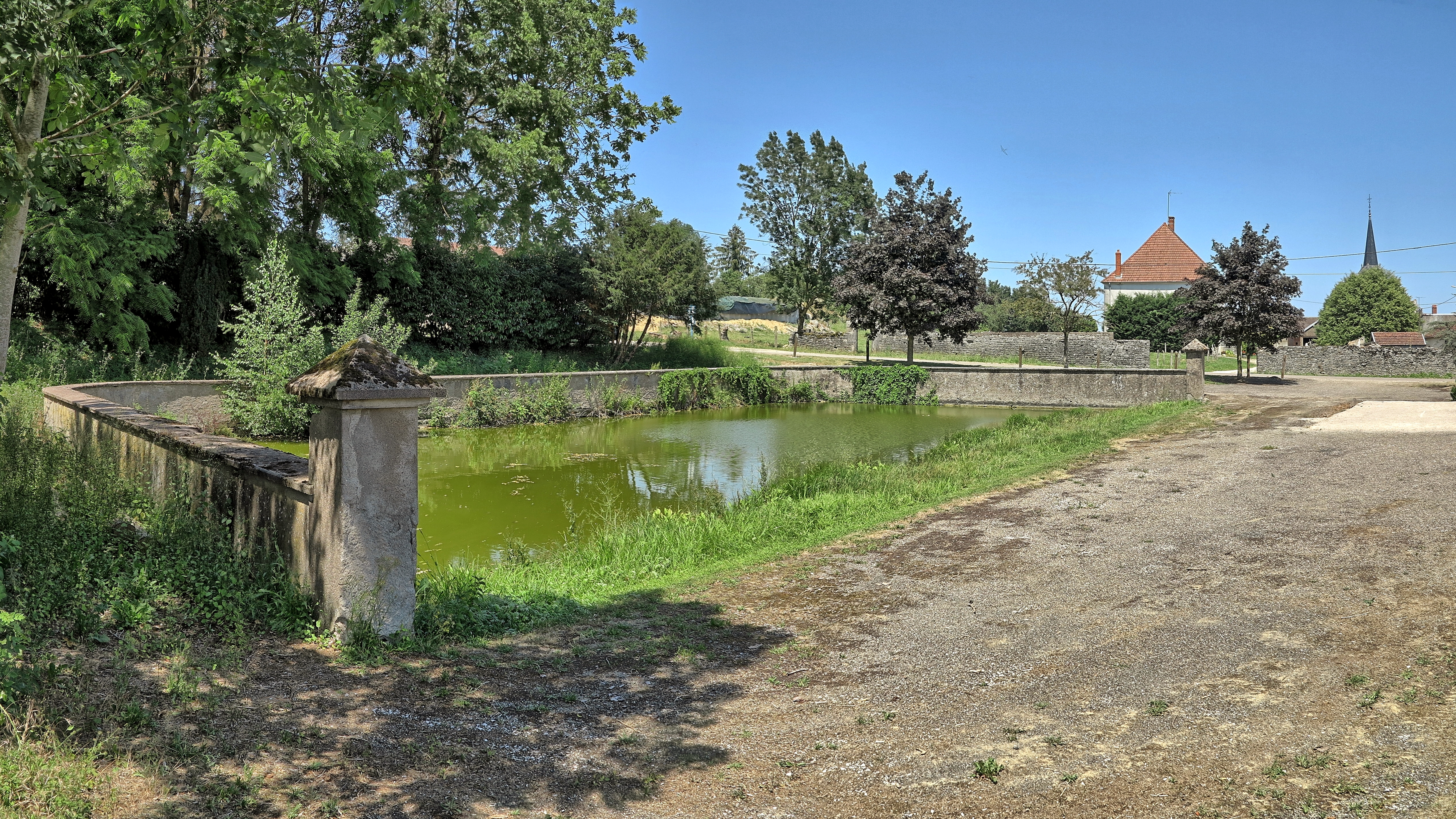
Égayoir de Velloreille-lès-Choye.
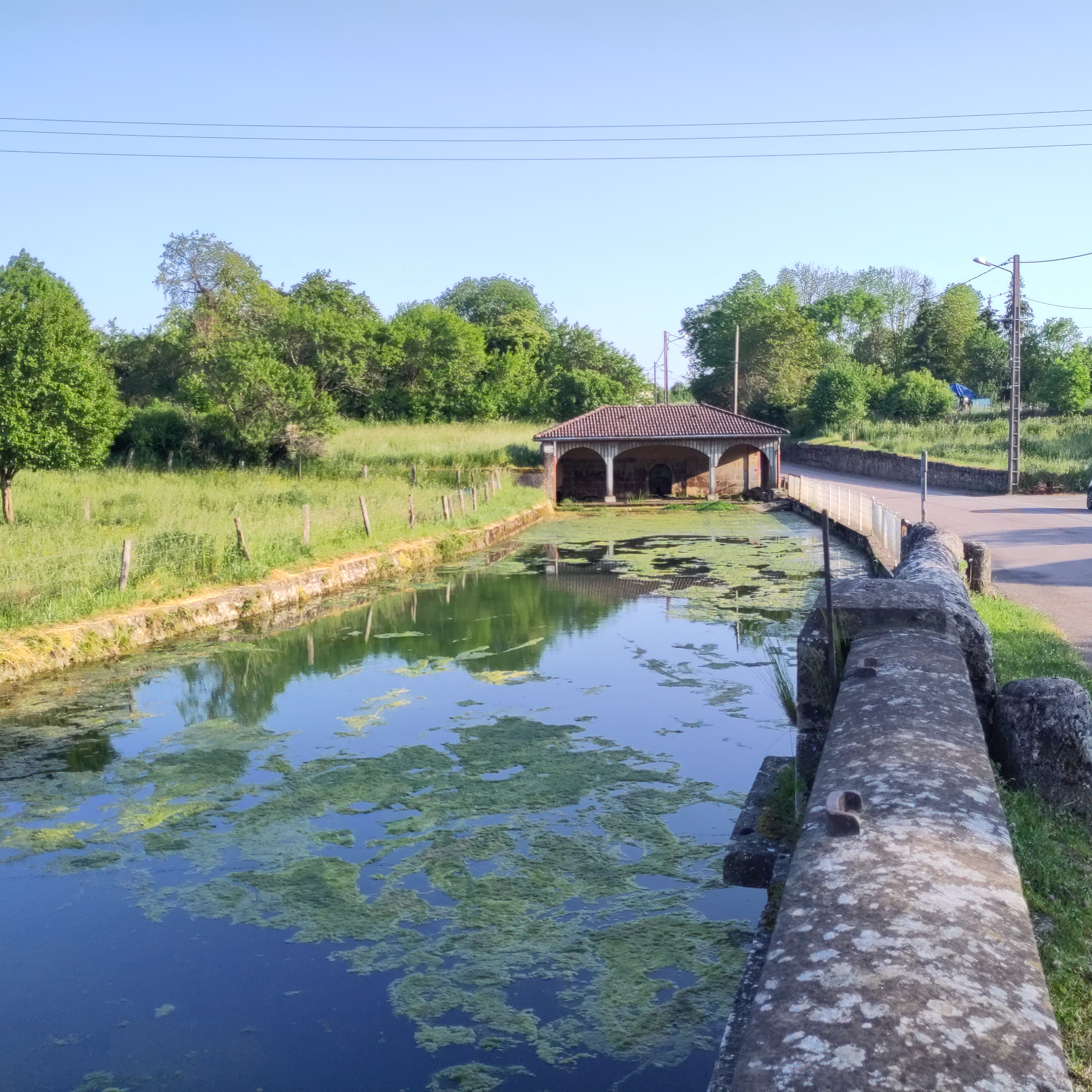
Guéoir de Moriville habilement affecté à la réserve incendie.